# Zevenaar
Zevenaar és un municipi de la província de Gelderland, al centre-est dels Països Baixos. L'1 de gener del 2009 tenia 31.774 habitants repartits sobre una superfície de 58,02 km² (dels quals 4,54 km² corresponen a aigua). Limita al nord-oest amb Westervoort, al nord amb Rheden, al nord-est Doesburg i Bronckhorst, a l'oest Duiven, a l'est amb Doetinchem, al sud Rijnwaarden i al sud-est amb Montferland i Emmerich.

## Centres de població
- Angerlo
- Babberich
- Giesbeek
- Lathum
- Ooy
- Oud Zevenaar
- Zevenaar

## Administració
El consistori consta de 23 membres, compost per:
- Crida Demòcrata Cristiana, (CDA) 7 regidors
- Partit del Treball, (PvdA) 5 regidors
- Lokaal Belang, 5 regidors
- Sociaal Zevenaar, 2 regidors
- Partit Popular per la Llibertat i la Democràcia, (VVD) 2 regidors
- GroenLinks, 1 regidor
- Pak Aan, 1 regidor

## Agermanaments
- Niça
- Reykjavik
- Weilburg